# Polizor unghiular

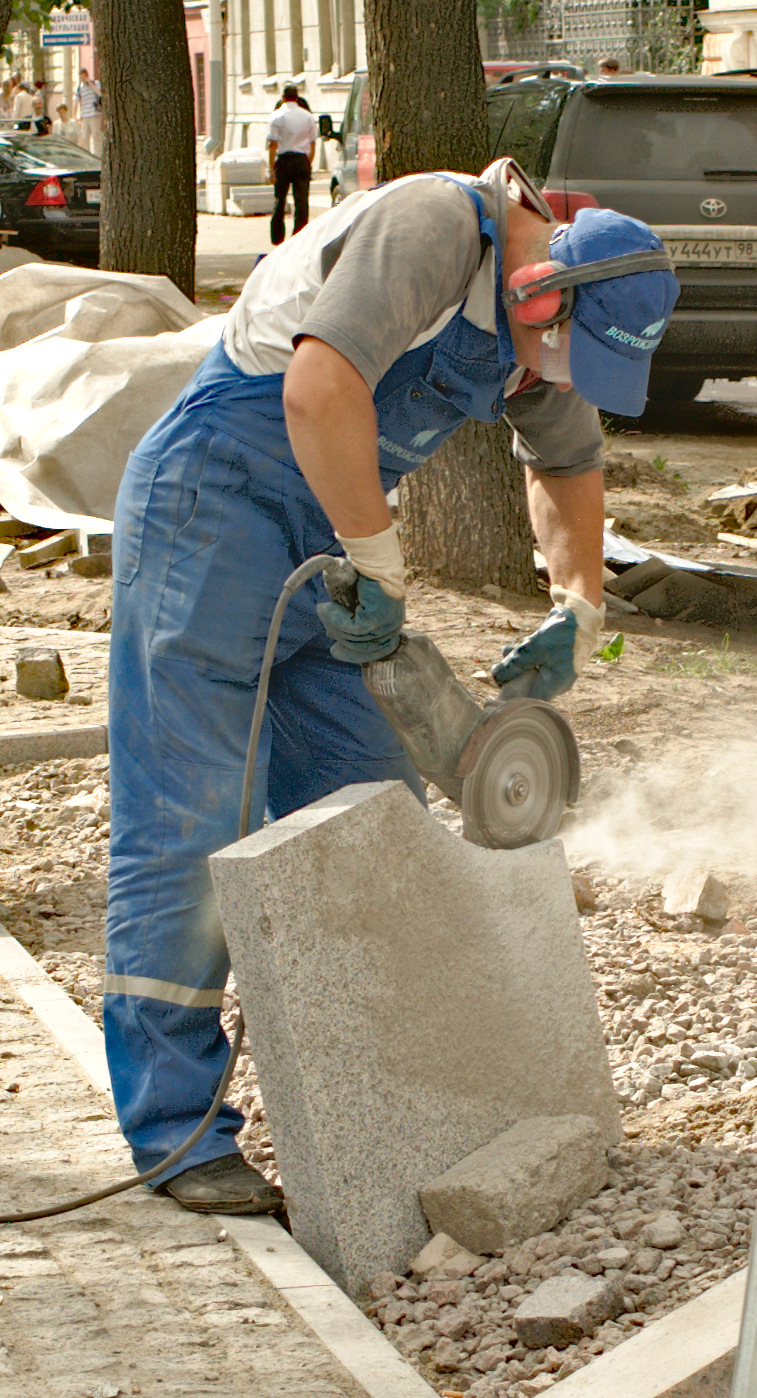
Procesul de tăiere în profil a unei pietre cu ajutorul flexului

Un polizor unghiular este o mașină unealtă portativă, destinată lucrărilor în construcții și prelucrarea materialelor.
Dotat cu un disc abraziv sau de diamant, și acționat de un motor electric, polizorul unghiular poate fi utilizat pentru tăierea sau șlefuirea pietrei, metalului și altor materiale.
Polizorul unghiular este cunoscut și sub denumirea de "flex", de la numele companiei germane care a produs si comercializat in anul 1922 primul polizor unghiular. 

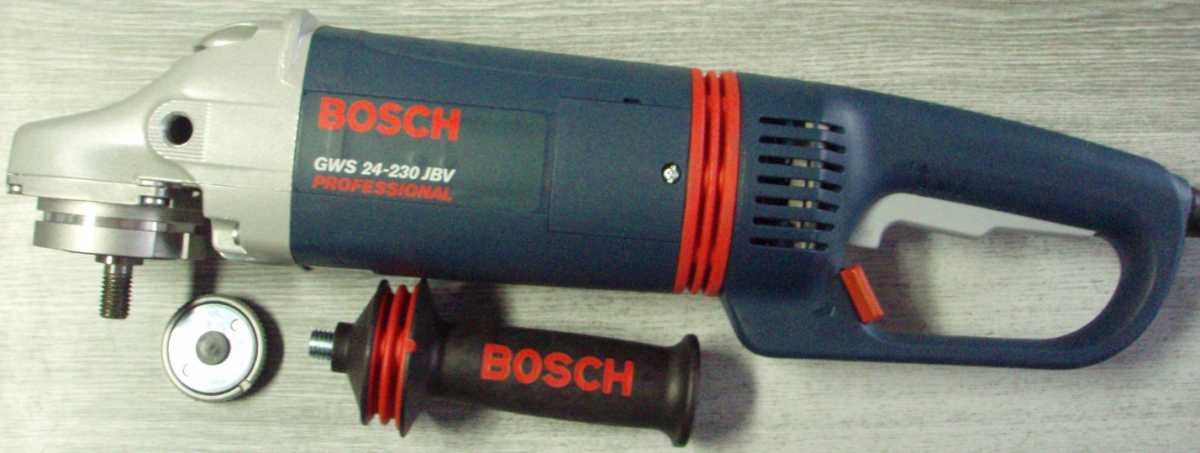
Polizor unghiular Bosch

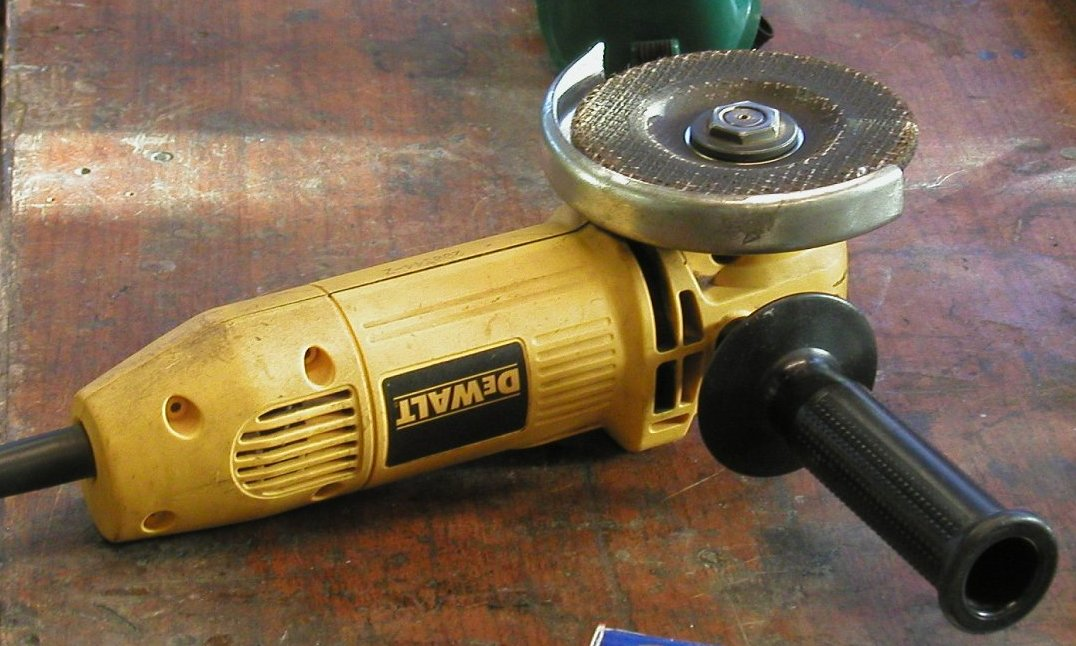
Polizor unghiular dewalt

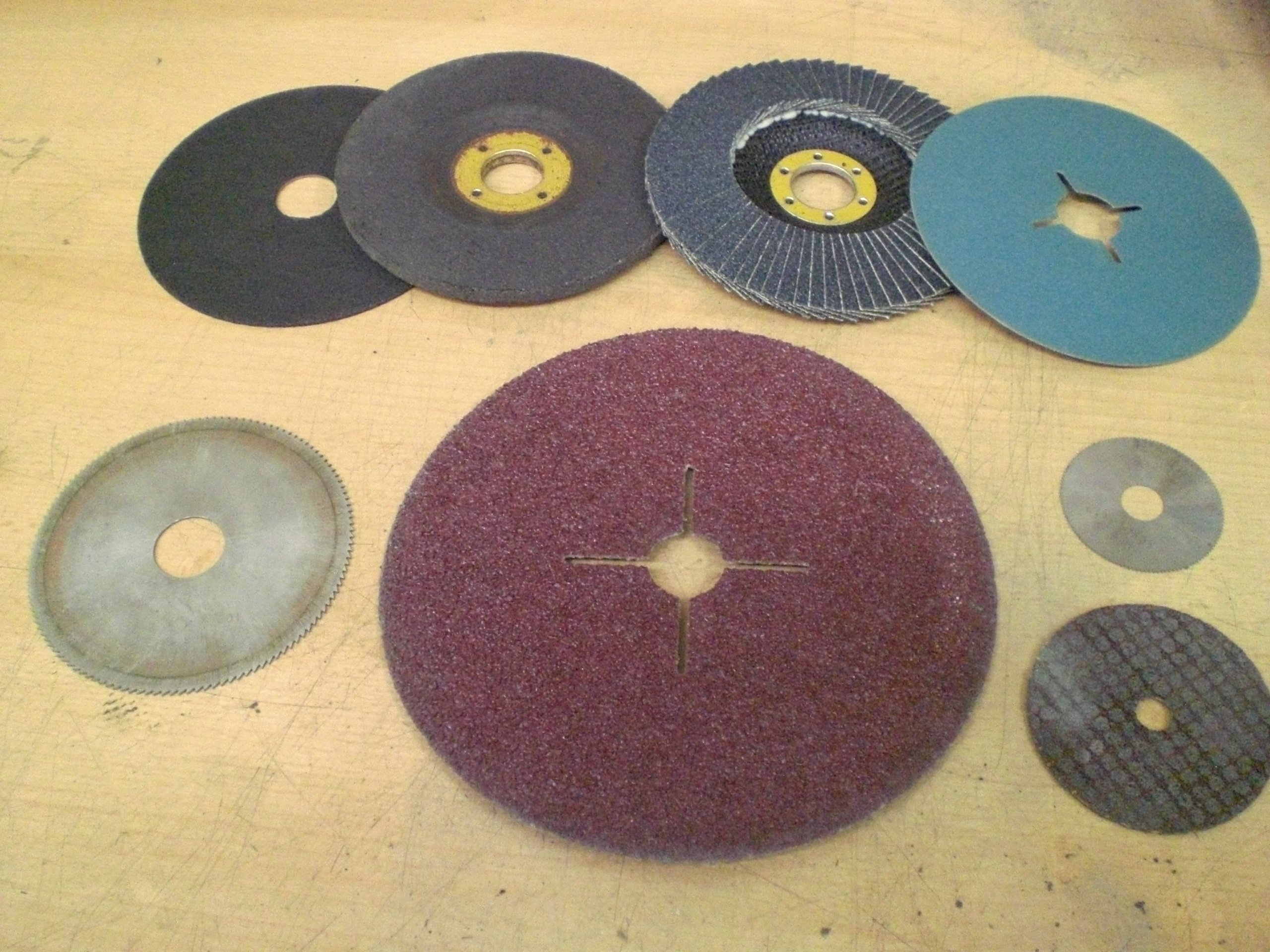
Discuri pentru polizor unghiular